# Zone de protection marine des récifs d'éponges siliceuses du détroit d'Hécate et du bassin de la Reine-Charlotte
La zone de protection marine des récifs d'éponges siliceuses du détroit d'Hécate et du bassin de la Reine-Charlotte (anglais :  Hecate Strait and Queen Charlotte Sound Glass Sponge Reefs Marine Protected Area) est une zone de protection marine située sur la plate-forme nord du Pacifique, au nord et au sud de l'entrée du chenal Douglas. 
Cette aire protégée de 2 410 km2 vise à protéger plusieurs récifs d'éponges principalement composés de communautés d'éponges siliceuses découvert vers la fin des années 1980, dont l'âge est estimé à plus de 9000 ans. Ce type de récifs était commun il y a plusieurs dizaines de millions d'années, mais on n'en connait plus que quelque exemplaires dans le monde (principalement situés dans le bassin de la Reine-Charlotte, ce qui les fait considérer comme fossiles vivants).
Cette zone de protection marine a été créée en février 2017.